# Have a Little Faith in Me
Have a Little Faith in Me è un brano musicale scritto e interpretato da John Hiatt, che appare nel suo album del 1987 Bring the Family.
La sua versione è inclusa anche nelle colonne sonore di diversi film, tra cui Senti chi parla adesso! (1993), Benny & Joon (1993), La teoria del volo (1998), La ragazza del mio migliore amico (2008), Qualcosa di speciale (2009) e 2 gran figli di... (2017).

## Cover
Tra gli artisti che hanno eseguito la cover del brano vi sono:
- Bill Frisell in versione strumentale nell'album Have a Little Faith (1992);
- Joe Cocker nell'album Have a Little Faith (1994);
- Jewel per la colonna sonora del film Phenomenon;
- Jon Bon Jovi per il film Capodanno a New York.
- Mandy Moore, che lo ha pubblicato come singolo nel 2003 estratto dall'album Coverage.